# Zaouia de Sidi Bel Abbès
La Zaouia de Sidi Bel Abbès est un édifice religieux situé à Marrakech au Maroc honorant la mémoire du saint-patron de la ville, Sidi Bel Abbès plus connu sous le nom d'Abu al-Abbas as-Sabti.

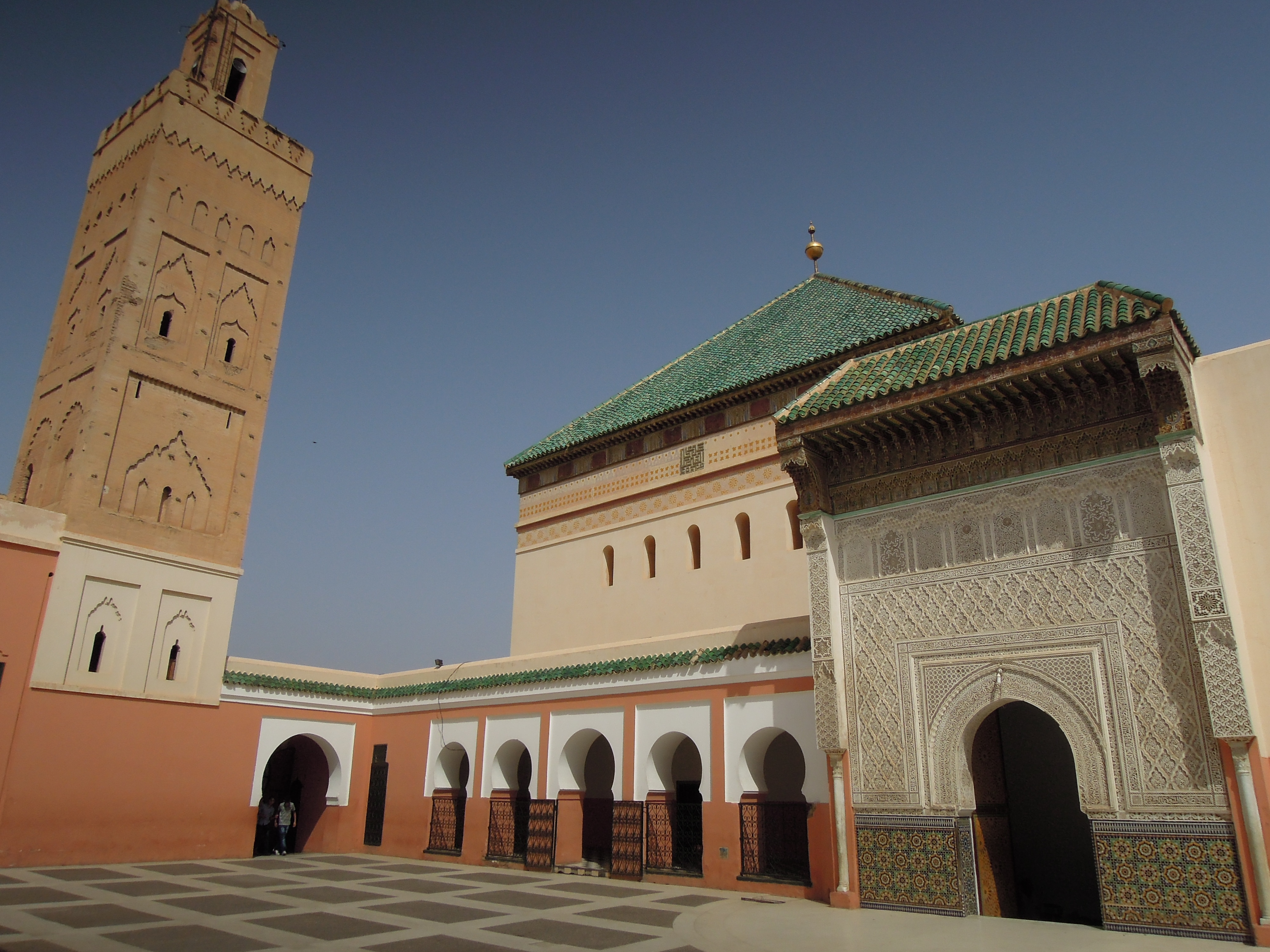
Vue de la cour extérieure (dass), du minaret de la mosquée et de l'entrée du sanctuaire de la zaouïa

## Histoire

### Sidi Bel Abbès ou Abu al-Abbas as-Sabti
Abu al-Abbas as-Sabti est un saint marocain né en 1130 à Sebta et décédé en 1205 à Marrakech. Après avoir gagné la capitale almohade à l'âge de 16 ans, il s'illustre par ses prêches iconoclastes mettant l'accent sur l'importance de la générosité et du don en faveur des nécessiteux. De son vivant déjà, il met en place un système de redistribution des aumônes qui bien vite rencontre un large écho. Ami d'Ibn Rochd, protégé du calife Ya'qub al-Mansur, il laisse derrière lui une éthique de générosité auquel son nom est associé. Son nom est toujours aujourd'hui invoqué au Maroc par plusieurs corps de métiers qui lui dédient le premier fruit de leur labeur. Cette dédicace porte le nom de abbassia.

### Le lieu

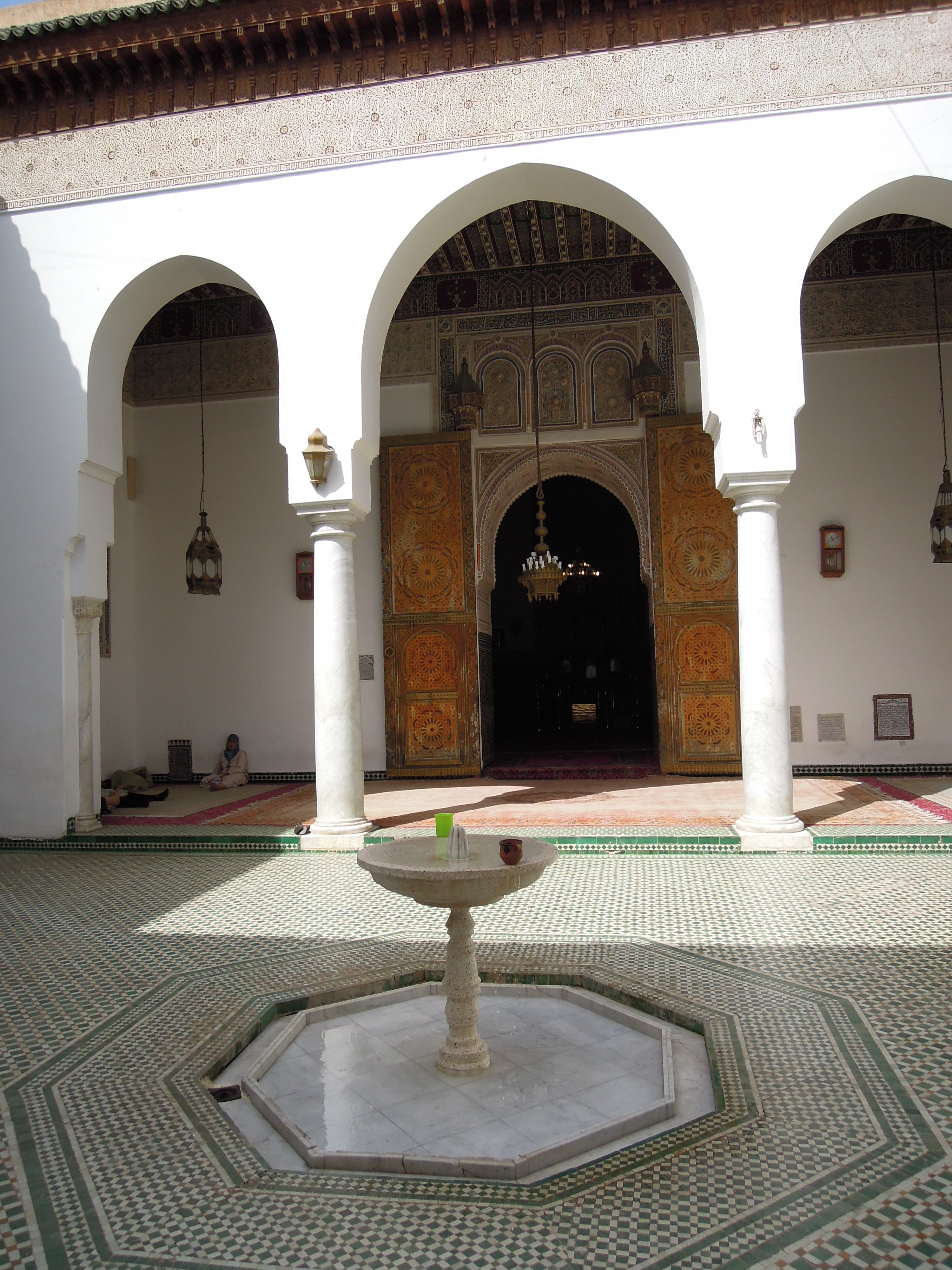
Vue de la cour intérieure ainsi que de l'entrée intérieure du mausolée

Dès son décès, un petit sanctuaire est créé à sa mémoire. Des témoignages comme celui de Lisan ad-Dine Ibn al-Khâtib attestent de l'aura qu'a déjà au XIVe siècle la modeste structure, dont les revenus pouvaient à l'époque atteindre 1000 dinars par jour et vers lequel gravitent déjà des centaines d'indigents . Il reçoit le pèlerinage de personnalités de premier plan dans le monde musulman à l'instar de l'éminent Ahmed Baba de Tombouctou.
Mais la véritable histoire de la zaouia débute au début du XVIIe siècle, lorsque le sultan saadien Abou Faris atteint d'épilepsie fait bâtir en 1603 une mosquée adossée au mausolée primitf puis en 1615 une bibliothèque. En 1625, la dépouille d'Ibn Abu Mahalli, mahdi autoproclamé et rebelle au pouvoir saadien, est enterrée sous la medersa de Sidi Bel Abbès. Avec l'arrivée au pouvoir des Alaouites, l'attention portée par le pouvoir à l'endroit du sanctuaire ne faiblit pas, malgré le déplacement de la cour à Meknès. En 1720, le sultan Moulay Ismaïl fait ériger une coupole au-dessus de la tombe du saint. En 1756, Sidi Mohammed Ben Abdallah ordonne la restauration de la médersa et le sanctuaire décrépi, donnant au mausolée l'aspect qu'on lui connaît aujourd'hui. En 1769, ce même sultan dote le mausolée d'une fontaine monumentale. Un peu moins d'un siècle plus tard, c'est au tour du sultan Abd ar-Rahmâne d'ordonner la réfection de la zaouia. En 1850, son fils, le sultan Mohammed IV fait construire le souk Majadliyin, attenant à la zaouia. En 1907, le sultan Moulay Abdelaziz fait décorer la salle du mausolée, effort de décoration entrepris une nouvelle fois dans les années 1980 par le roi Hassan II.

## Le fonctionnement actuel

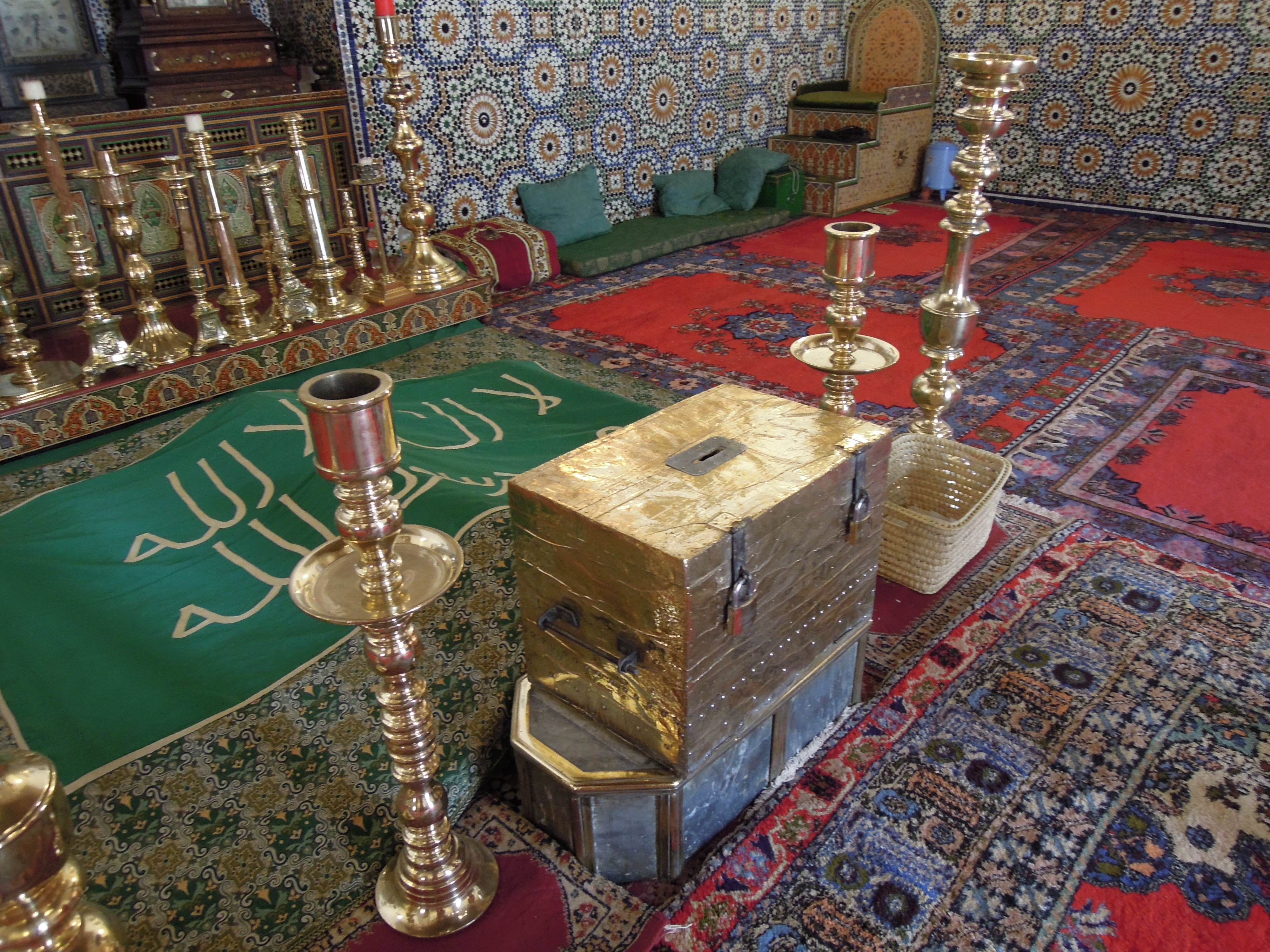

La zaouia continue de jouer un rôle de premier plan dans la vie sociale de Marrakech. Chaque dernier samedi du mois, pas moins de 2000 bénéficiaires (un chiffre en constante croissance), ayant en commun d'être à la fois indigents et handicapés, perçoivent une allocation dont le montant oscille entre 50 et 200 dirhams (5 à 20 euros). Les allocataires sont en possession d'une carte renouvelable tous les deux ans. La zaouia, dont l'action caritative repose exclusivement sur la générosité des donateurs occasionnels ou réguliers, reverse ainsi l'intégralité des sommes perçues au cours du mois écoulé. La distribution est supervisée par le moqaddem, gestionnaire de la zaouia ainsi que par une commission comprenant quatre membres, assurant ainsi la totale équité du processus.
Une guilde de tolba non-voyants est également associée à la zaouia, les aveugles étant de longue date associés à la destinée du lieu. Ils psalmodient le Coran à l'occasion d'évènements particuliers et jouissent au sein de l'établissement d'un statut spécifique.

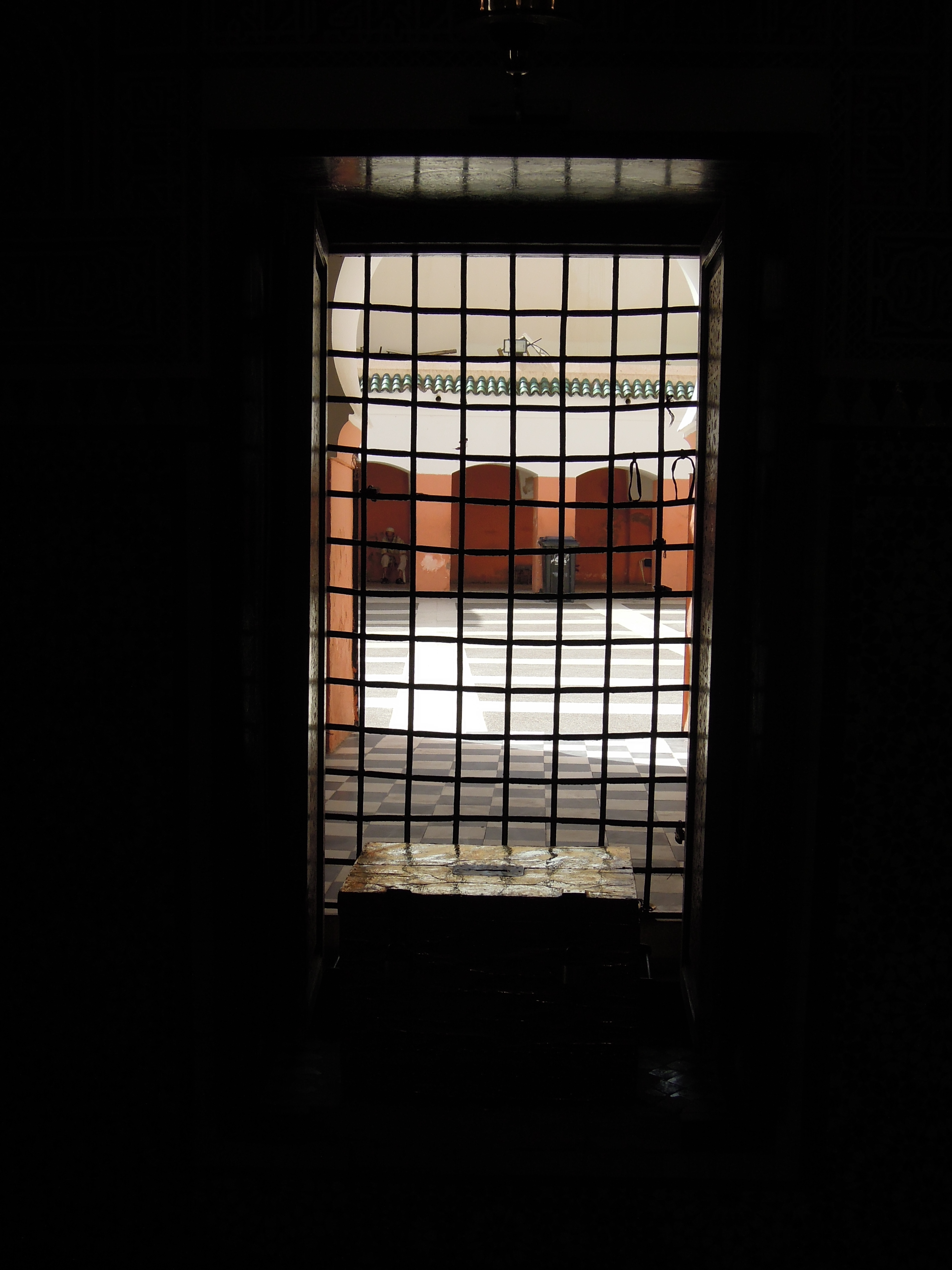
Vue de la cour extérieure (dass) depuis l'intérieur du sanctuaire avec au premier l'urne de collecte des donations
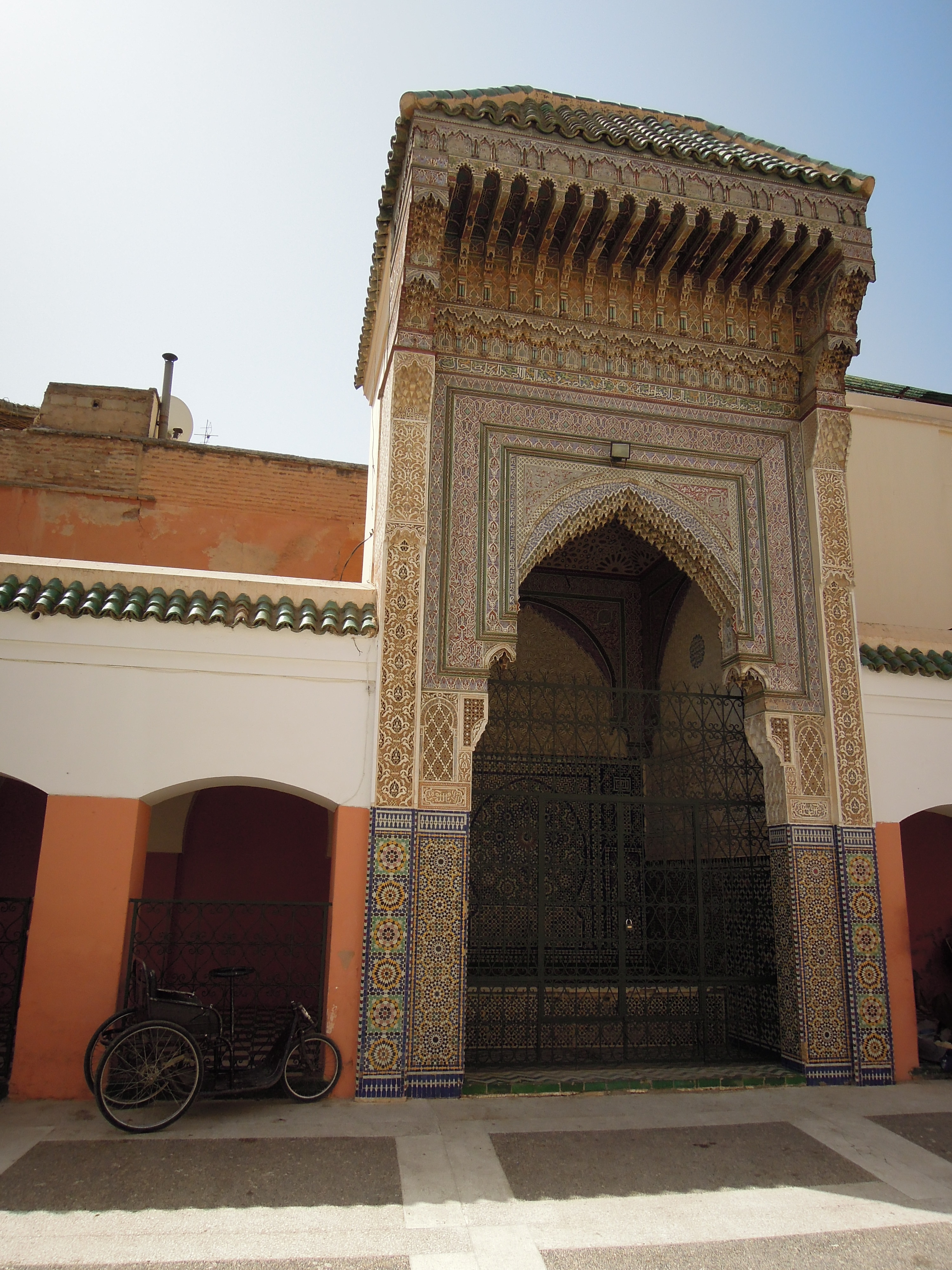
La fontaine monumentale de la zaouïa, faisant face à l'entrée extérieure du sanctuaire dans la cour extérieure (dass)
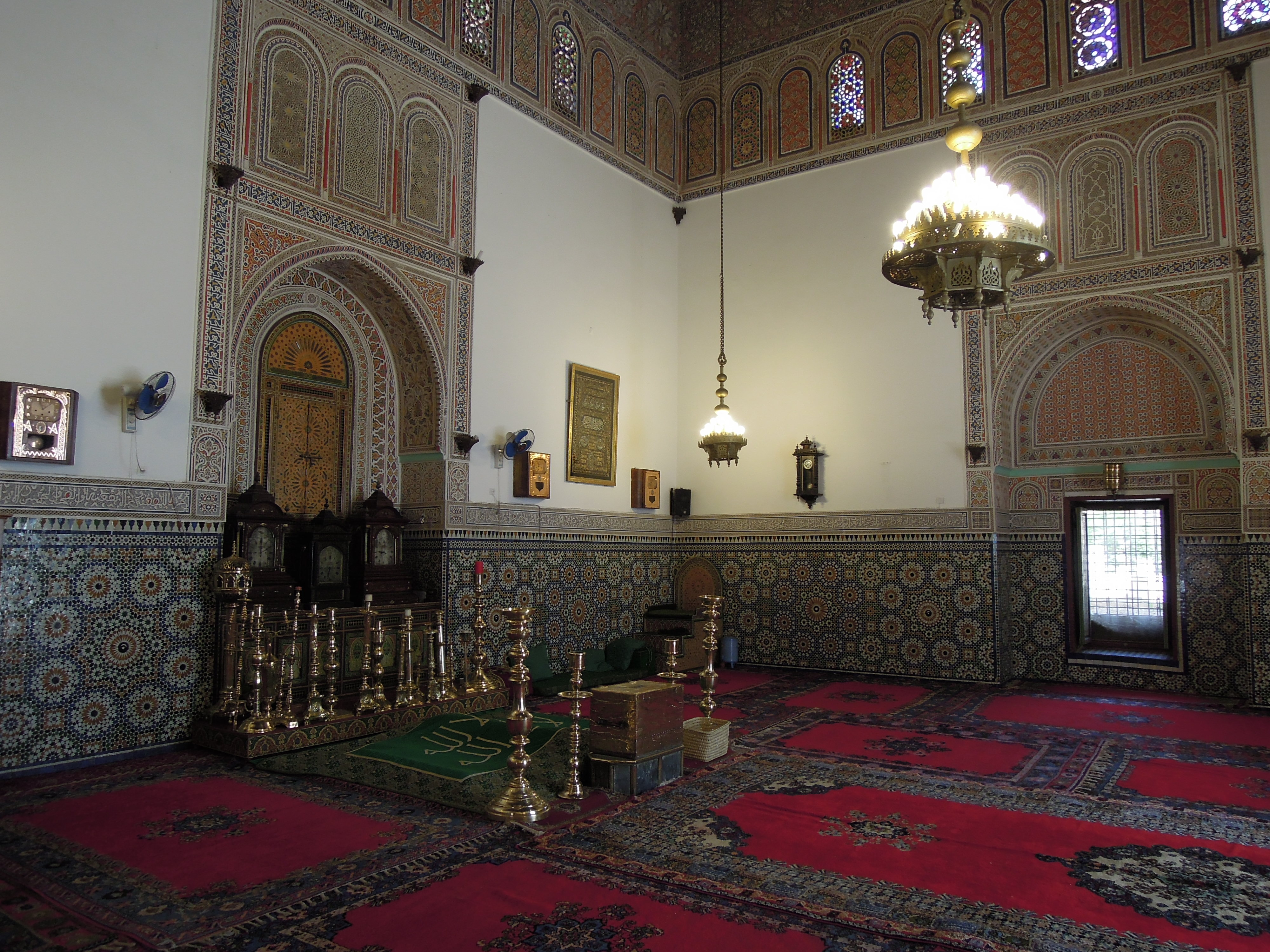
Vue de l'intérieur du mausolée. La fenêtre en arrière-plan donne sur le cimetière attenant à la zaouïa